# Villa Gera (Conegliano)
Villa Gera è una villa veneta di Conegliano, situata sul Colle di Giano, poco sotto il Castello, in posizione panoramica.

## Storia

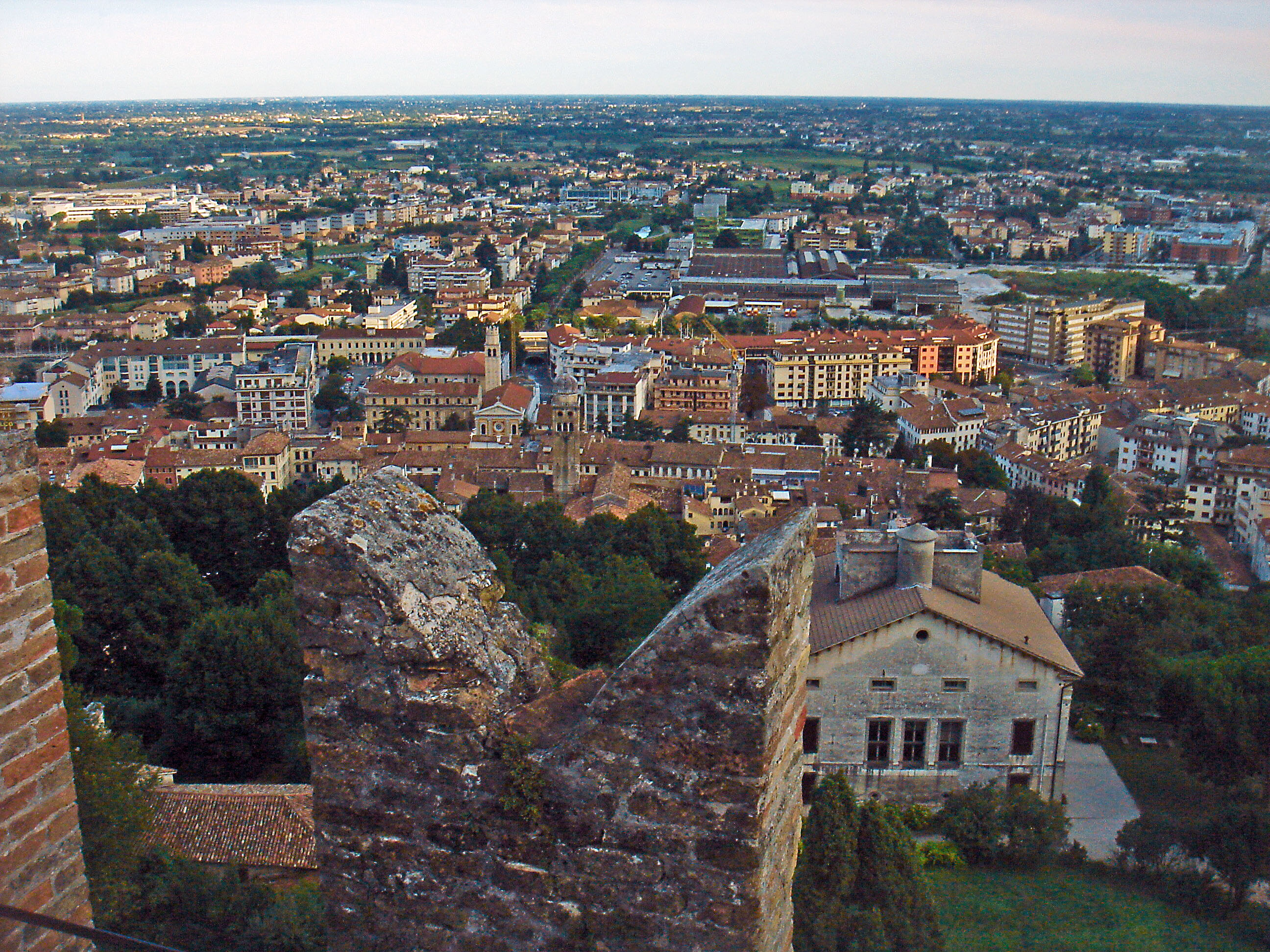
Il retro di Villa Gera dai merli del Castello

Villa Gera fu voluta nel 1827 da Bartolomeo Gera, membro dell'omonima nobile famiglia, e venne progettata dall'architetto Giuseppe Jappelli. La costruzione di questa villa era destinata a modificare fortemente lo sguardo sul colle, divenendo uno degli edifici più caratteristici di Conegliano: essa infatti, ergendosi sulla parte alta del colle di Giano, oltre a dominare tutta la città e la pianura coneglianese, si frappone tra il Castello e la parte alta del centro storico, dove sorge il Convento di San Francesco.
Nel 1837 fu chiamato Giovanni De Min perché affrescasse il salone della villa con episodi storico-mitologici.
Nel primo Novecento la villa fu luogo di occupazione tedesca, sia durante la prima guerra mondiale, e precisamente nel 1917, come svela una dedica posta sotto l'affresco Morte di Giulio Cesare all'interno del salone al primo piano della villa, che durante la seconda guerra mondiale, perdendo parte degli affreschi proprio in occasione di un incendio divampato nel 1943.

## Descrizione
Villa Gera è un edificio in stile neoclassico, del quale l'imponente facciata è l'elemento più rappresentativo: essa è caratterizzata da un ampio pronao con dieci colonne ioniche, che sostiene l'architrave del portico del piano nobile; sopra un grande frontone contiene in rilievo il gruppo scultoreo L'architettura accoglie le arti sorelle, opera dello scultore canoviano Marco Casagrande.
Gli interni custodiscono, nel salone, preziosi affreschi neoclassici di Giovanni De Min: sia le pareti sia il soffitto sono interessati da episodi della vita di Giulio Cesare, sui quali spicca la grande pittura del soffitto con Vittoria di Cesare sugli Elvezi.